# Frette (musique)
Pour les articles homonymes, voir Frette.

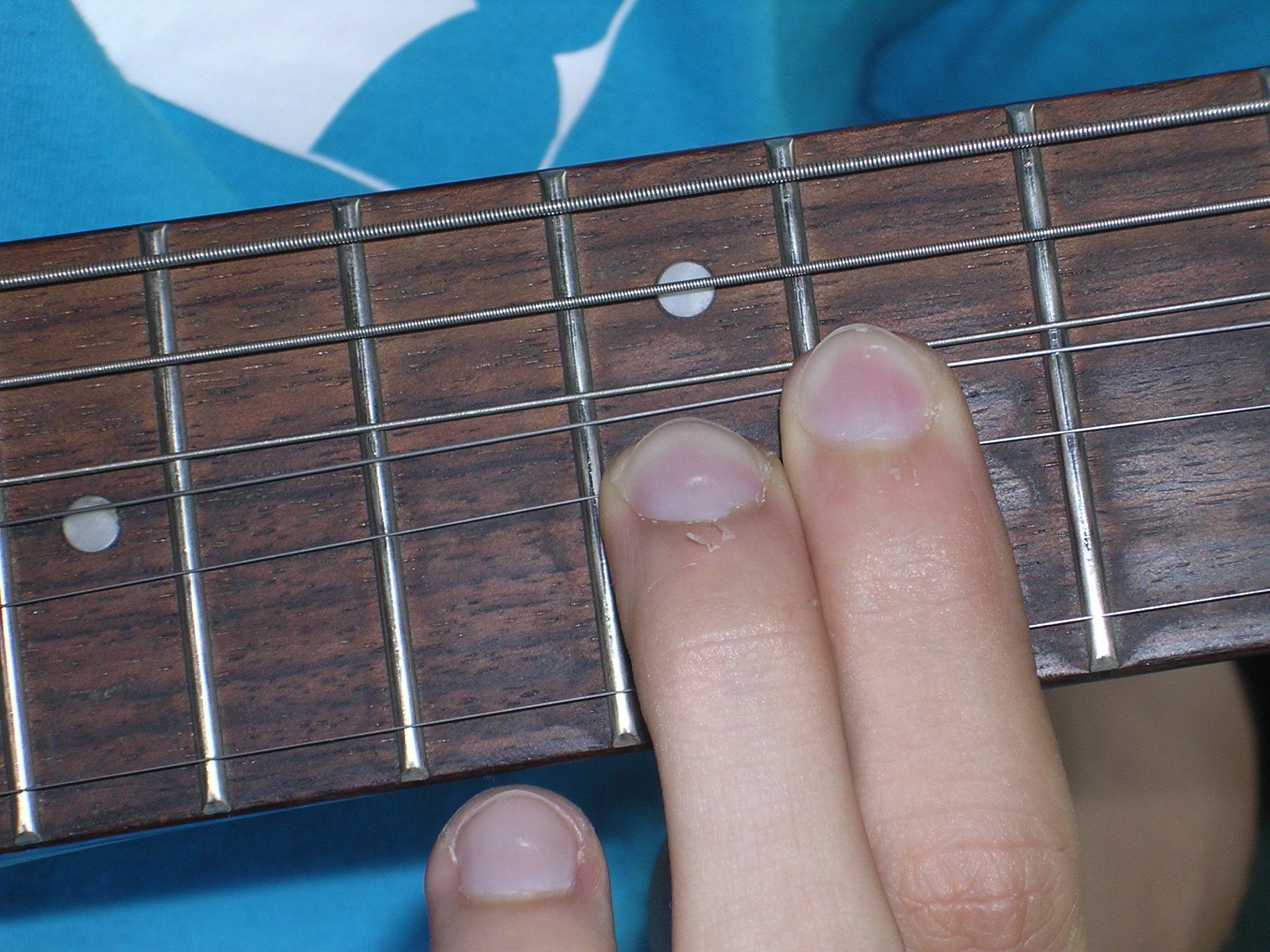
Frettes métalliques sur une guitare. Les espaces entre frettes diminuent à mesure qu'on monte dans la gamme chromatique (vers la gauche sur l'image).

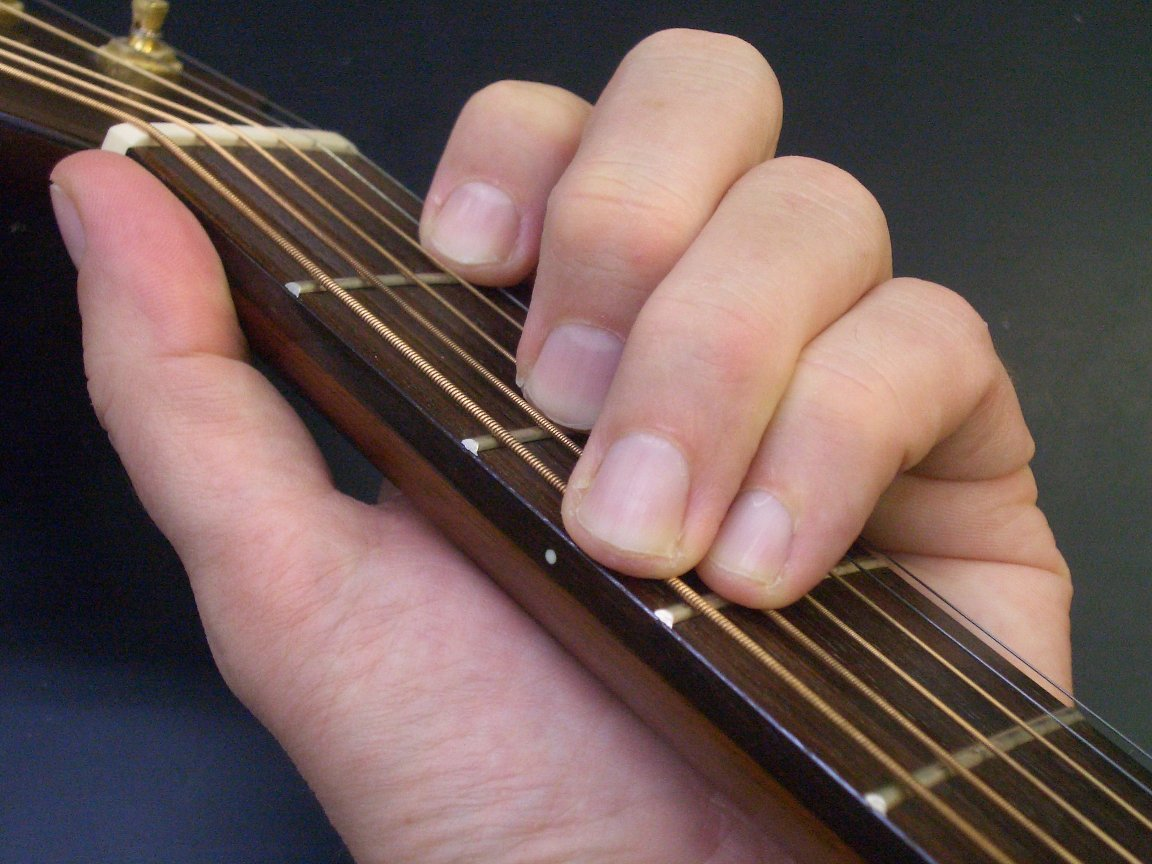
Un accord de do majeur sur la guitare. Il est obtenu grâce au positionnement des doigts entre les trois premières frettes de la guitare.

Les frettes sont des éléments de certains instruments de musique à cordes et à manche comme les violes de gambe, le luth, le théorbe, la guitare (baroque ou moderne), la mandoline ou le banjo.
Elles peuvent être constituées de ligatures faites de cordes en boyau nouées autour du manche pour les instruments plus anciens (violes, luths, théorbes et guitares baroques) ou bien faire partie intégrante du manche, étant serties dans la touche (guitares modernes, mandolines, banjos), auquel cas elles peuvent également être appelées (de façon plus appropriée, une frette étant en fait un cerclage) barrettes.
Chaque frette correspond à une partie surélevée de la touche déterminant la longueur de portion vibrante de la corde entre la frette activée et le chevalet, ou sillet de chevalet dans le cas de la guitare. Ceci permet de  fixer la hauteur des notes, jouées avec facilité et justesse.

## Histoire
Jusqu'à l'époque romantique, les frettes étaient des ligatures faites de cordes en boyau nouées autour du manche. Ces ligatures offraient une relative mobilité, permettant d'adapter la justesse de l'instrument en fonction des fréquentes irrégularités de diamètre des cordes, voire de modifier le tempérament.
Avec le développement des techniques de tréfilage des métaux, il est devenu possible de monter des cordes d'acier plus régulières et beaucoup plus sonores, mais dont la dureté excluait l'emploi des ligatures traditionnelles en boyau, qui furent dès lors remplacée par des petites barres (barrettes) en métal incrustées dans la touche. 
Toutefois, la dénomination de « frettes » est restée, bien que désormais erronée. En effet, une frette est un cerclage, dans quelque domaine que ce soit. Ce changement semble avoir été initié à la fin du XVIIIe siècle en Italie. Il a entraîné l'abandon des luths classiques mais permis la floraison des guitares et mandolines.
Autrefois, les frettes étaient fréquemment en laiton. Puis, à partir de la seconde moitié du XXe siècle, les alliages en maillechort (nickel silver) ou cupro-nickel se sont généralisés.

## Disposition

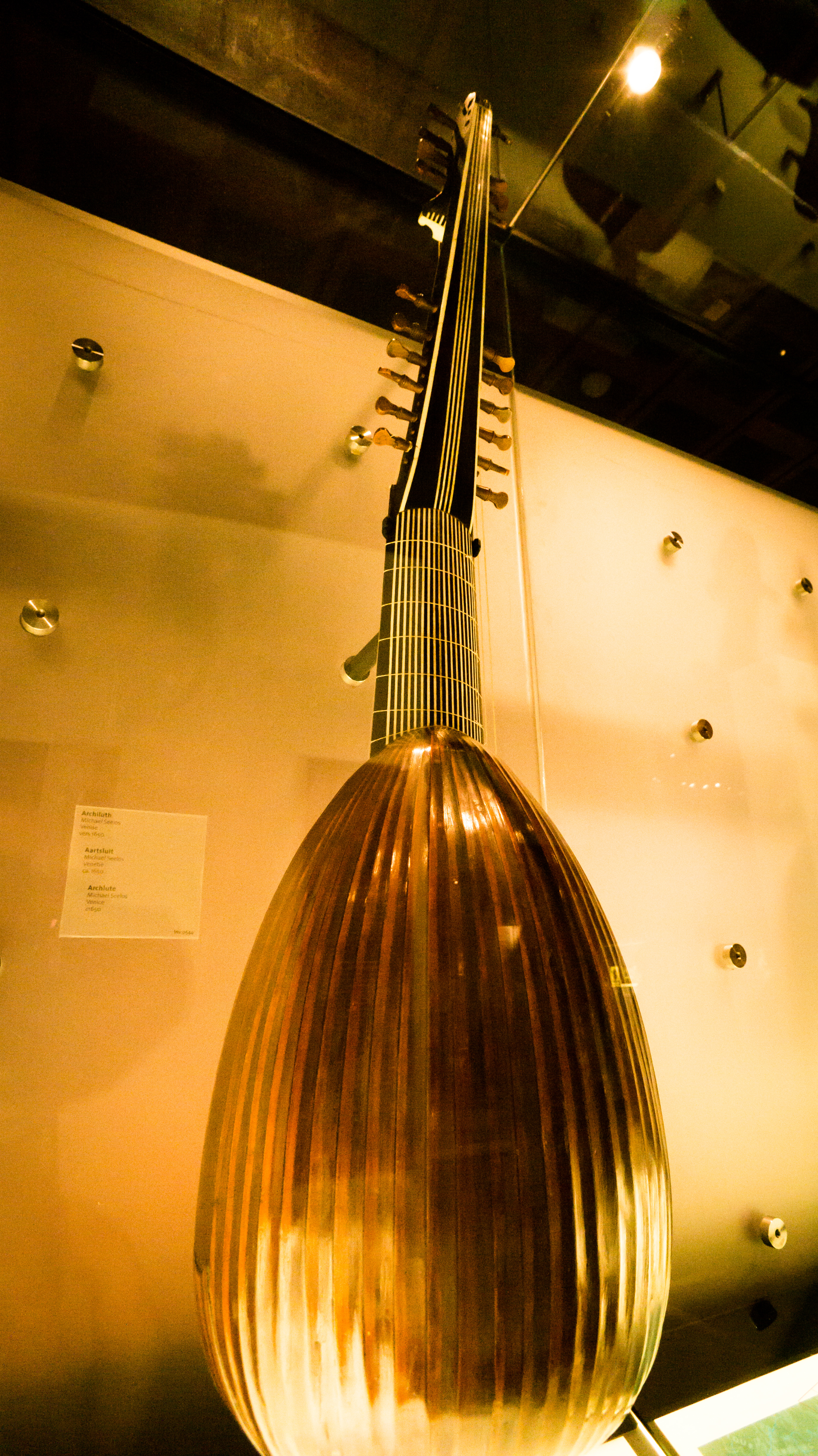
Au dos de cet archiluth (ou théorbe) on voit que les frettes de boyau cerclent le manche.

Les frettes sont placées à des intervalles déterminés tout le long du manche. Ces intervalles sont calculés pour reproduire le schéma d'un tempérament.
Pour la plupart des guitares, il s'agit du tempérament égal, qui divise l’octave en douze intervalles chromatiques, les demi-tons.
Dans ce cas de figure, la formule de calcul des positions de frettes est la suivante :
La dimension de la frette zéro à la première frette se calcule en divisant la longueur du diapason de l’instrument par 17,8171537451055
Puis la dimension de la frette 1 à la frette 2 = (Diapason - Dimension Frette zéro à Frette 1)  / 17,8171537451055
Puis la dimension Frette 2 à Frette 3 = (Diapason - Dimension Frette zéro à Frette 2)  / 17,8171537451055
Puis la dimension Frette 3 à Frette 4 = (Diapason - Dimension Frette zéro à Frette 3)  / 17,8171537451055.
et ainsi de suite.
Exemple pour un diapason 650mm :
Dimension Frette zéro à Frette 1 = 650mm divisé par 17,8171537451055 = 36,481697mm
Dimension Frette 1 à Frette 2 = (650mm – 36,481697mm) divisé par 17,8171537451055 = 34,434136mm
Dimension F2 à F3 = (650mm – (36,481697mm+34,434136mm) divisé par 17,8171537451055 = 32,501497
…etc…
Avec les instruments de la famille des violes, le musicien peut accorder les ligatures selon le tempérament voulu en les déplaçant légèrement sur le manche. Cette technique est essentielle pour des musiques qui se jouent dans de multiples tempéraments inégaux.
D’autres instruments mettent en œuvre un tempérament inégal ou un tempérament par division multiple, tels le sitar indien, le tambur ou le bağlama turcs, qui possèdent des frettes mobiles permettant de faire varier le tempérament employé.
Dans tous les cas, l'instrumentiste jouant d'un instrument fretté appuie sur une corde avec ses doigts de façon à la plaquer à la fois entre et contre les deux frettes délimitant une case du manche. Il règle par ce procédé la longueur vibrante de la corde, donc la hauteur du son émis. La corde, bloquée au niveau du chevalet, reste libre jusqu'à rencontrer la première frette contre laquelle la pression du doigt la plaque. Cette longueur respecte le schéma d'un tempérament et donne une note fixe.
Certaines guitares comportent une frette zéro au début du manche, juste après le sillet.

## Difficultés et techniques de jeu
Les frettes assurent la justesse  en fixant des intervalles définis ce qui facilite le jeu par rapport à celui  des instruments à  manche non fretté, tel celui d'un violon. En contrepartie, les glissandos et portamentos sont de façon audible crantés par demi-tons, et il n'est en principe pas possible de produire des quarts ou tiers de ton. On peut toutefois contourner ces limitations en recourant à la technique du bend, qui consiste à faire glisser la corde latéralement sur la frette de façon à augmenter la tension de la corde et donc la hauteur de note, et qui permet aussi de produire des effets de vibrato dosables à volonté. Le vibrato est moins ample sur la guitare classique que sur les instruments amplifiés et munis d'un dispositif spécifique. Il ne peut être produit sur la mandoline et instruments de la même famille.
La frette peut aussi être utilisée comme un élément percussif, par exemple sur les basses électriques jouées aux doigts. La technique du slap (mot anglais signifiant « gifler ») consiste à pincer la corde en la soulevant légèrement afin de la laisser claquer contre les frettes, ce qui provoque un son percussif accompagné de la vraie note correspondant à la case désignée par la frette. Cette technique, ébauchée dès les années 1960 par John Entwistle, est devenue courante dans plusieurs genres musicaux, notamment le funk.
Elle est également pratiquée sur des instruments non frettés, comme les contrebasses acoustiques ou les guitares basses fretless (de l'anglais « sans frettes »), mais la sonorité ne possède pas la même dynamique.
Les frettes peuvent faire « friser » (émettre un son « parasite ») les cordes si la position des doigts est mauvaise, si la pression que les doigts exercent est trop faible ou encore si une ou plusieurs frettes sont usées ou mal réglées.

## Quelques cordophones à manche fretté

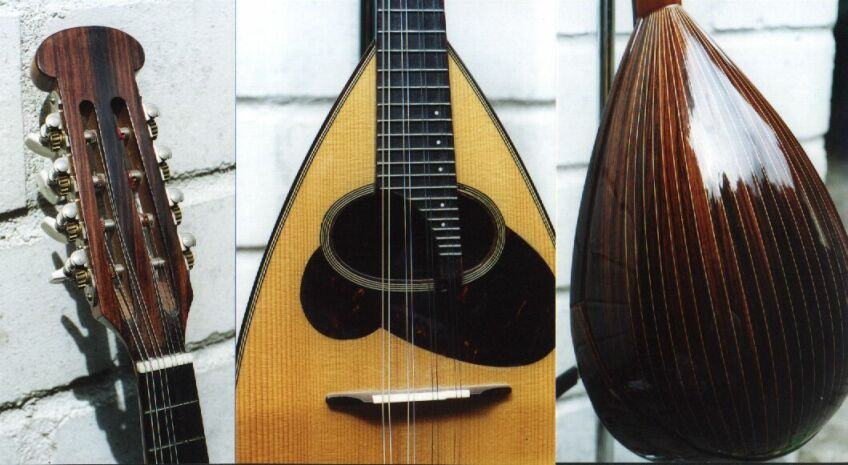
Mandoline napolitaine (détails).
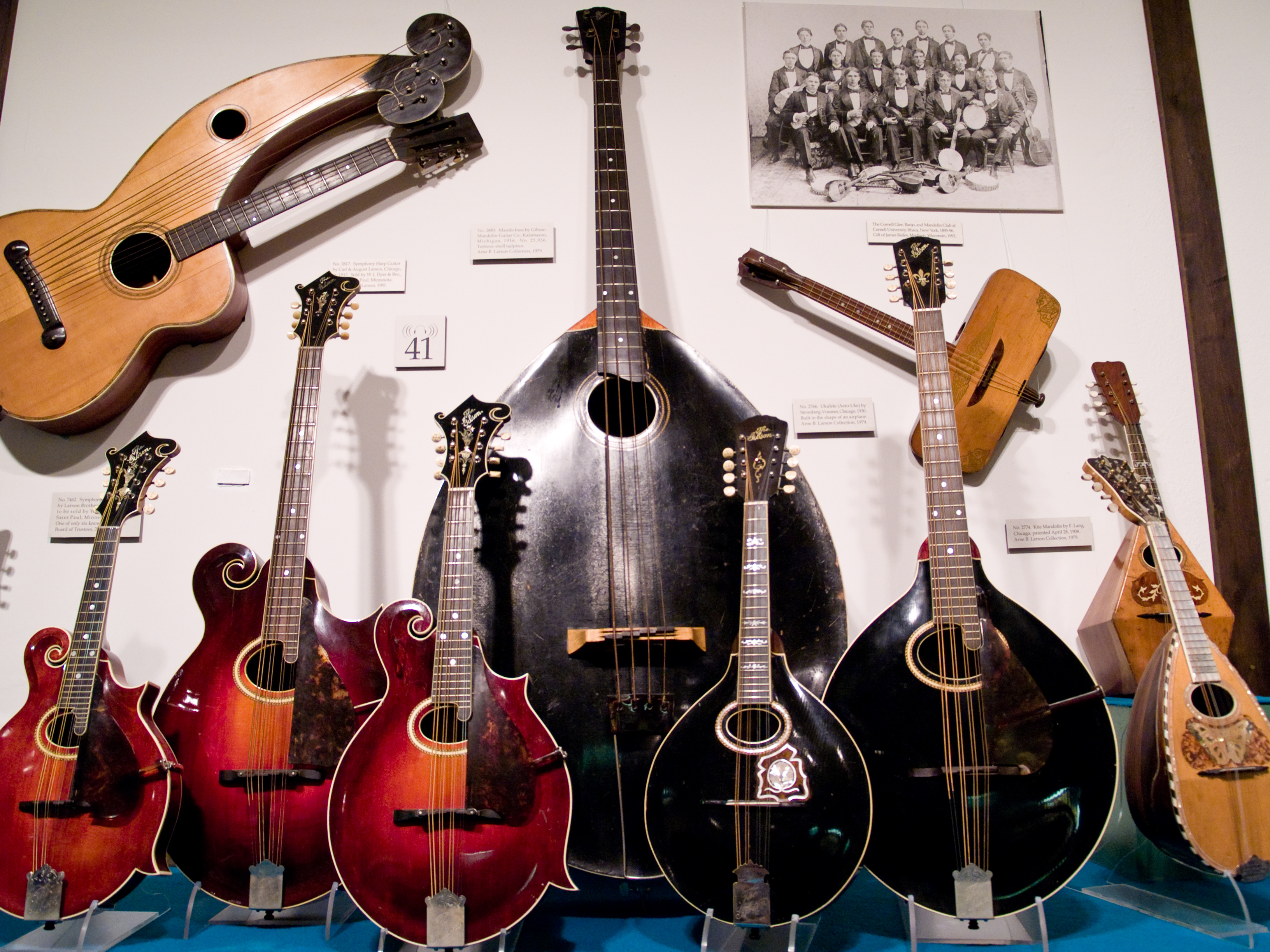
Différents types de mandolines et autres instruments.
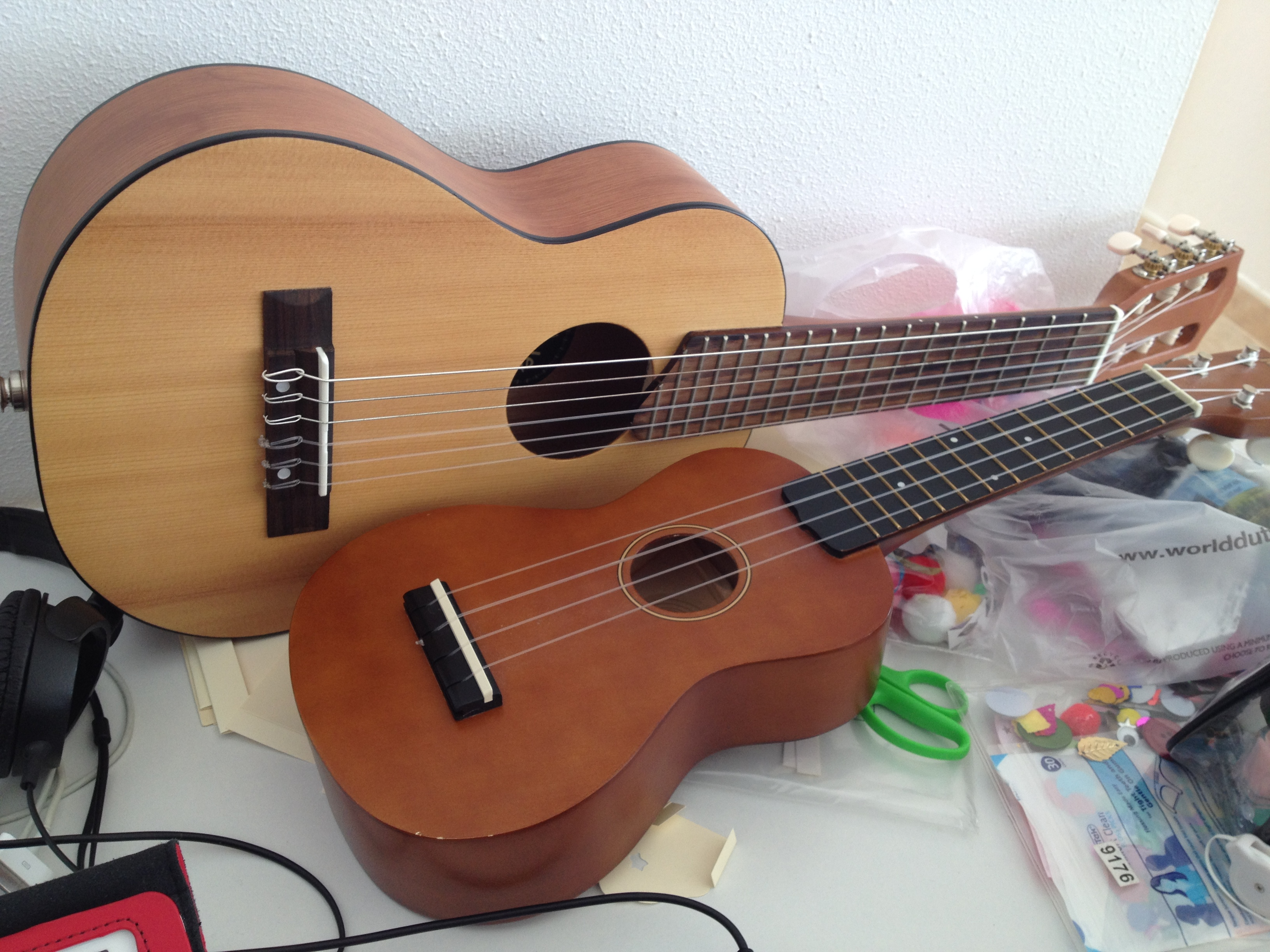
Ukulélé (la guitalélé, derrière, donne l'échelle. Une guitare serait encore la taille au-dessus).
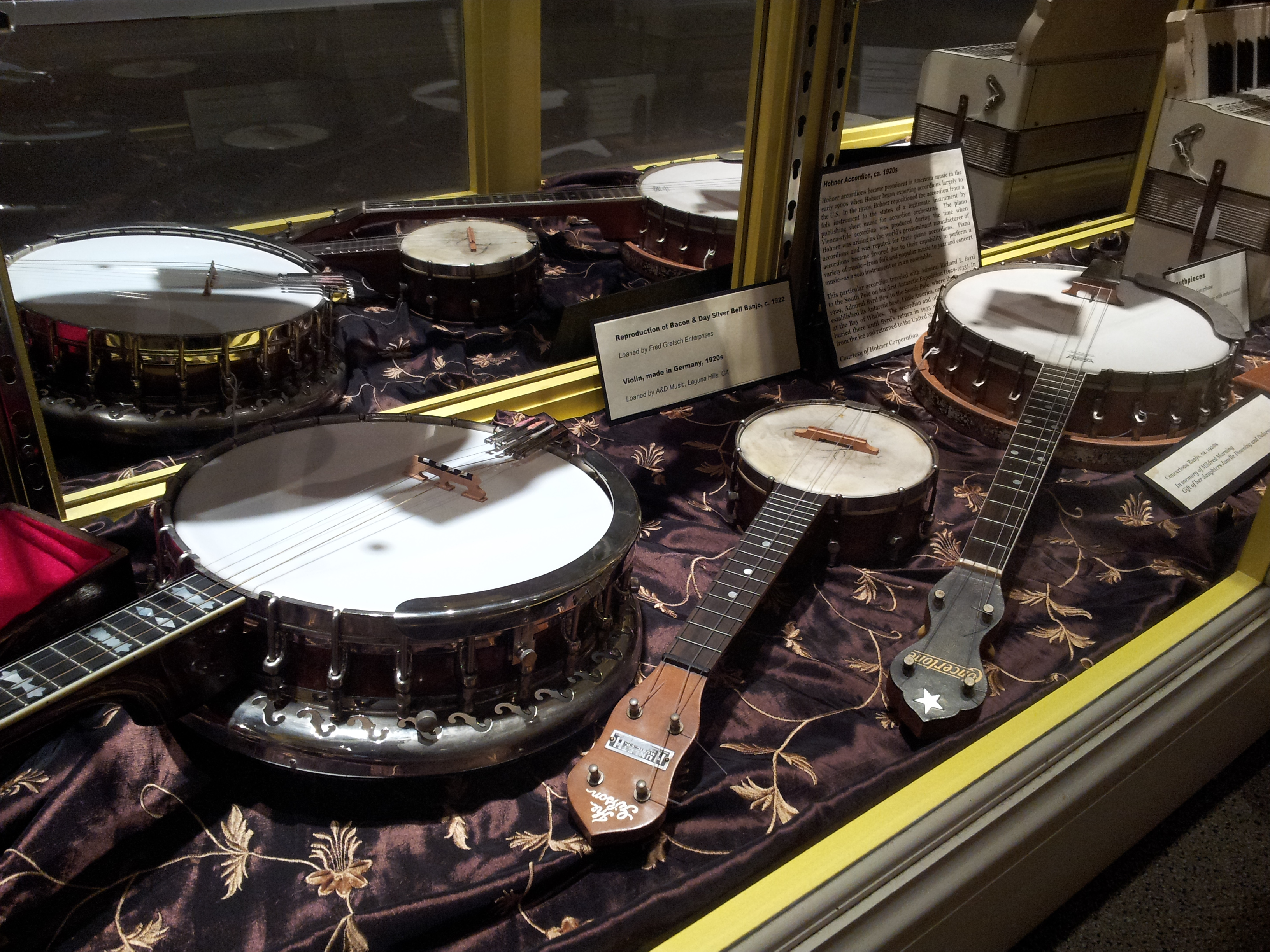
Différents types de banjos.
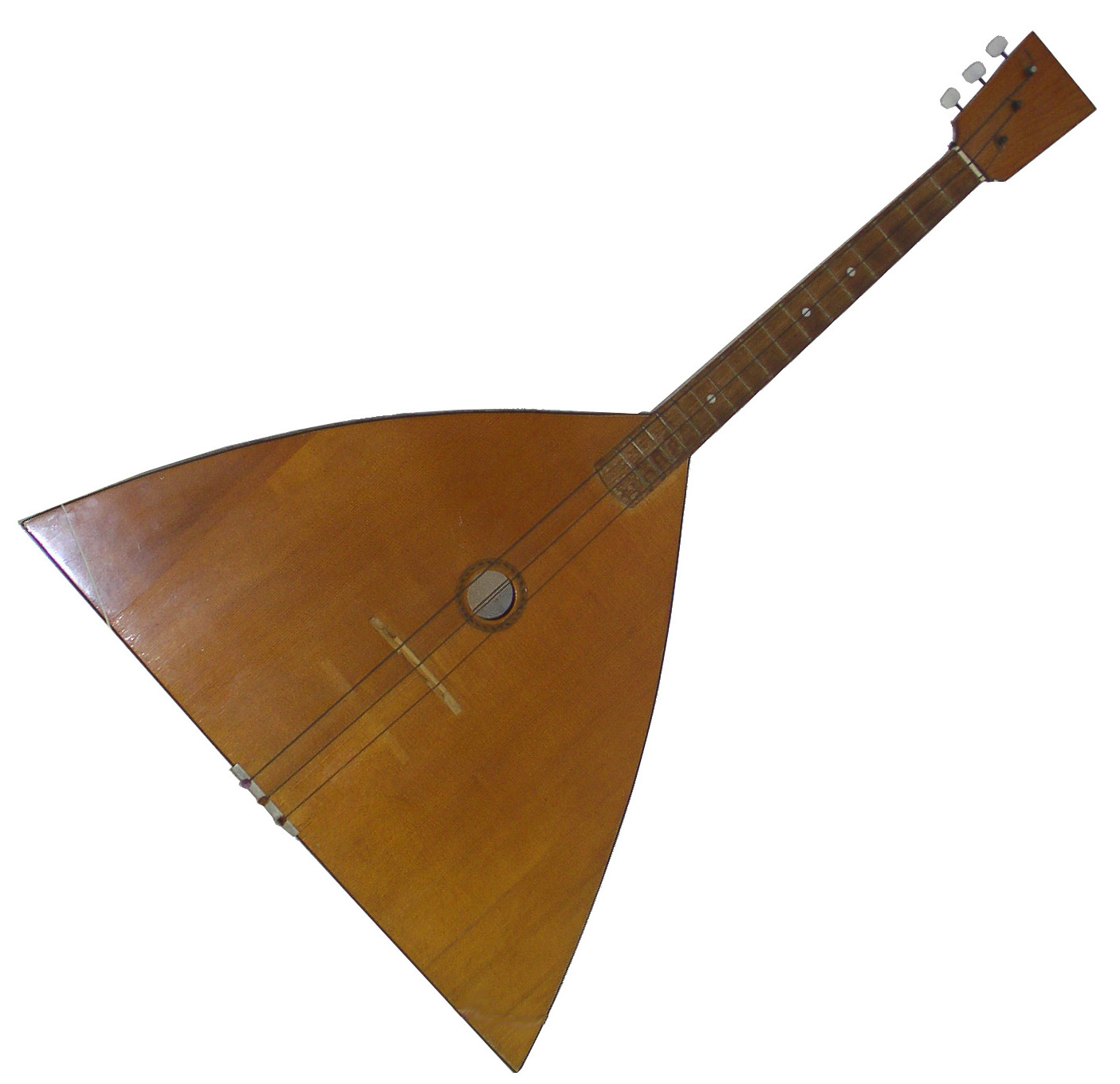
Balalaïka.